# Wilhelm Saake
Wilhelm Saake SVD (* 13. November 1910 in Ahden; † 17. März 1983) war ein römisch-katholischer Priester und Ethnologe.

## Leben
Der Sohn von Josef Saake und Theresia geb. Schmidt besuchte das Gymnasium St. Xaver. Nach dem Abitur im Missionshaus St. Michael absolvierte er das Noviziat im Steyler Missionsorden. Nach dem Philosophiestudium an der Philosophisch-Theologischen Hochschule in Sankt Augustin und dem Theologiestudium an der Päpstlichen Universität Gregoriana empfing er in Rom am 31. Oktober 1937 die Priesterweihe. Für die Mitarbeit im linguistisch-ethnologischen Anthropos-Institut studierte er Völkerkunde in Wien und in Freiburg im Üechtland. Nach der Promotion 1949 bei Wilhelm Schmidt ging er 1950 für zehn Jahre nach Brasilien an, wo er Professor und in den Semesterferien Feldforscher bei den Bororo, Bakairi, Kalapalo, Baniwa, Kaingang von Nonoai, Mbüa-Guarani und Canoeiro war. 1960 wurde er zum Direktor des  Anthropos-Institutes berufen. Er gründete die Buchreihe Collectanea Instituti Anthropos. Er war Mitglied der Société des Américanistes.

## Werke (Auswahl)
- Der Maniok bei den Urwaldstämmen Südamerikas. Freiburg im Üechtland 1950, OCLC 890066871 (zugleich Dissertation, Freiburg im Üechtland 1950).
- (Hrsg.): Verzeichnis von Beiträgen zur Anthropologie und Ethnologie, die in 50jähriger Forschungsarbeit entstanden sind (1916–1966). Den Freunden und Helfern von P. Martin Gusinde zu seinem 80. Geburtstag (29. Oktober 1966) und zum 60jährigen Bestehen der Internationalen Zeitschrift für Völker- und Sprachenkunde „Anthropos“ dargeboten vom Anthropos-Institut. Missionsdruckerei Sankt Gabriel, Mödling 1966, OCLC 781279667.